# 山西国际能源
37°43′15″N 112°36′30″E / 37.72088°N 112.60827°E
山西国际能源集团有限公司成立于2006年，总部位于山西省太原市。现任党委书记兼董事长郭明。

## 历史沿革
2006年，山西国际电力集团有限公司先后与韩国电力公社、德意志银行进行战略合作，共引资53亿元。同时，山西省国资委提出“拟将山西国际电力集团有限公司参与外商合资的资产与其它资产进行划分，采取企业分立的方式注册新的出资公司（新公司为省国资委出资的国有独资公司）作为合作公司的出资人”。12月11日，山西省国资委批复同意成立山西国际能源集团有限公司。
2007年4月15日，中华人民共和国商务部批复同意设立中外合资投资性公司——格盟国际能源有限公司，注册资本100亿元人民币，其中山西国际电力集团有限公司47%，韩国电力公社34%，德意志银行19%。12月6日格盟国际能源有限公司正式成立。
2007年12月到2008年11月，山西国际能源集团与山西国际电力集团就两公司的资产分立进行了协商。其中，山西国际电力集团有限公司持有的格盟国际能源有限公司47%的股权划转至山西国际能源集团有限公司。